# 济公全传
《济公全传》为一篇清代长篇白话小说，全书共二百八十回，是济公传说的结集，作者姓名未题、今已不可考。本书约成书于清代中期。《济公全传》后四十回被认为不伦不类、风格不同，可能为后人之作。据孙楷第、傅惜华查考，以济公为题材的故事，有王梦吉撰写的《济公全传》三十六则，务世堂刊本《济公大师醉菩提全传》二十回，日本宫内省藏的《济公传》十二卷等等。
《济公全传》已知最早刊本为康熙七年，题名不一。光绪年间郭小亭著《评演济公传》后，续书不断。

## 内容
常与济公作对者，即小说裏杭州城的兄弟领袖华西锋，但每此次都被济公的幻术戏弄再三，恼怒不已。

## 续作
清代中叶，说书人博采传说，编有上百万字的长篇章回小说《济公传》。光绪初年240回本《评演济公传》印行后，啸侬、坑余生等作者续至1755回、580万字。